# Diane Francis (Leichtathletin)
Diane Gale Dunrod-Francis (* 31. August 1968) ist eine ehemalige Sprinterin von St. Kitts und Nevis. Mit ihrer Teilnahme bei den Olympischen Spielen 1996 war sie die erste Frau, die ihre Nation bei den Spielen vertrat.

## Karriere
Sie trat bei den Olympischen Spielen 1996 in Atlanta im 400-Meter-Lauf an und schaffte es hier bis in den Qualifikationslauf, in welchem sie eine Zeit von 52,24 Sekunden lief. Mit der 4-mal-400-Meter-Staffel trat sie dann noch einmal später an, welche im zweiten Heat auf dem siebten und letzten Platz landete. Bei der Eröffnungsfeier war sie zudem Fahnenträgerin von St. Kitts und Nevis.